# フレデリック (ヨーク・オールバニ公)
ヨーク＝オールバニ公爵フレデリック王子（英語: Prince Frederick, Duke of York and Albany, 1763年10月16日 - 1827年1月5日）は、イギリスの王族、陸軍軍人。
ジョージ3世の次男にあたる。

## 経歴
1763年10月16日に国王ジョージ3世の第2王子としてロンドン・セント・ジェームズ宮殿で生まれる。
生後ただちにオスナブリュック司教に叙せられた。ドイツで軍人としての教育を受ける。
1784年11月29日にグレートブリテン貴族爵位のヨーク＝オールバニ公爵、アイルランド貴族爵位アルスター伯爵に叙せられた。
1780年に大佐階級でイギリス陸軍に入隊した。1782年に少将、1784年に中将、1793年に大将、1795年に陸軍元帥に昇進。1787年にフリーメイソンに加入した。
1793年からフランス革命戦争でネーデルラント遠征軍の総司令官を務め、フランドルでフランス革命軍と戦ったが、軍事的才能に乏しく、敗北した。1795年に一時帰国するが、1798年に陸軍最高司令官に任じられ、1799年に再びネーデルラント遠征軍司令官として大陸に渡るも、戦功のないまま帰国を余儀なくされた。
1804年に愛人の女優メアリー・アン・クラークがヨーク公の名を利用して詐欺行為を働いていたことが発覚し、有罪判決を受け、その影響でヨーク公は陸軍最高司令官職を辞した。
1791年にプロイセン王フリードリヒ・ヴィルヘルム2世と最初の妻エリーザベト・クリスティーネの一人娘フリーデリケ（フレデリカ）と結婚し、ベルリンのシャルロッテンブルク宮殿とバッキンガム宮殿で結婚式を挙げたが、子供はできなかった。
1811年に兄ジョージ王太子（後のジョージ4世）が摂政に就任すると陸軍最高司令官に再任した。晩年にはカトリック解放反対派の急先鋒として知られた。
1827年1月5日に薨去した。